# Schulförderverein
Schulfördervereine dienen heutzutage als gemeinnützige Fördervereine der Förderung der Bildungs- und Erziehungsanliegen einer Schule, seltener mehrerer Schulen. Sie sind in der Regel ein Zusammenschluss von Eltern, Erziehungsberechtigten, Lehrkräften, Kindern, Jugendlichen, Erziehenden, Freunden, Ehemaligen und anderen Förderern, wie Unternehmen, freiberuflich Tätigen und sonstigen engagierten Bürgern, die ergänzend zu den etatmäßigen Mitteln die Anliegen einer Schule und ihrer Schüler unterstützen wollen. Schulfördervereine sind ‒ neben Stiftungen, Unternehmen (Sponsoren) und Privatpersonen ‒ für Schulen in Deutschland die wichtigsten Drittmittelgeber.
Sie sind wie Schulstiftungen immer dann besonders aktiv und wachsen an Zahl (s. van Lith 2000), wenn staatliche Mittelzuweisungen rückläufig sind und Kinder aus wirtschaftlich schwachen Familien der Unterstützung bedürfen. In der Bundesrepublik Deutschland existieren nach ersten Schätzungen mehr als 20.000 Schulfördervereine mit über zwei Millionen Mitgliedern. Sie gewähren nicht nur finanzielle Unterstützung bei der Anschaffung von Lernmitteln, Computern, schulergänzenden Bildungs- und Betreuungsangeboten (u. a. im Rahmen der Ganztagsschule), sondern spielen eine wichtige Rolle für den sozialen Ausgleich und bei der Öffnung der Schulen zu ihrem gesellschaftlichen Umfeld; so etwa bei Tagen der offenen Tür, Schulfesten, Exkursionen, Unternehmenskontakten, berufspraktischen Projekten, Klassenfahrten, Auslandskontakten und in der Zusammenarbeit mit anderen Institutionen, wie Sportvereinen, Sozialdiensten, Museen, Theatern, Musikschulen, Universitäten etc. Viele Schulfördervereine dienen zunehmend als organisatorisches Hilfsmittel, da sie als privatrechtlich organisierte eingetragene Vereine oft Möglichkeiten eröffnen, die staatlich-kommunale Schulen bisher nicht haben, etwa ohne lange Entscheidungswege Hilfs- und Honorarkräfte einzustellen, Projekte zu fördern und zu organisieren, Kantinen, Schulcafés und Öffentlichkeitsarbeit zu betreiben. Schulfördervereine sind daher Institutionen des Handelns sich freiwillig engagierender Bürger, Spender und Stifter eines freiheitlich-demokratischen Gemeinwesens.
Schulfördervereine können aber auch zu einer Verschärfung von sozialen Ungleichgewichten beitragen, da Schulen in reichen Stadtteilen über solventere Schulfördervereine verfügen. Dadurch ist eine gleiche Finanzierung aller Schulen unabhängig von dem sozialen Umfeld der Schule nicht gewährleistet.